# Sicklamålet

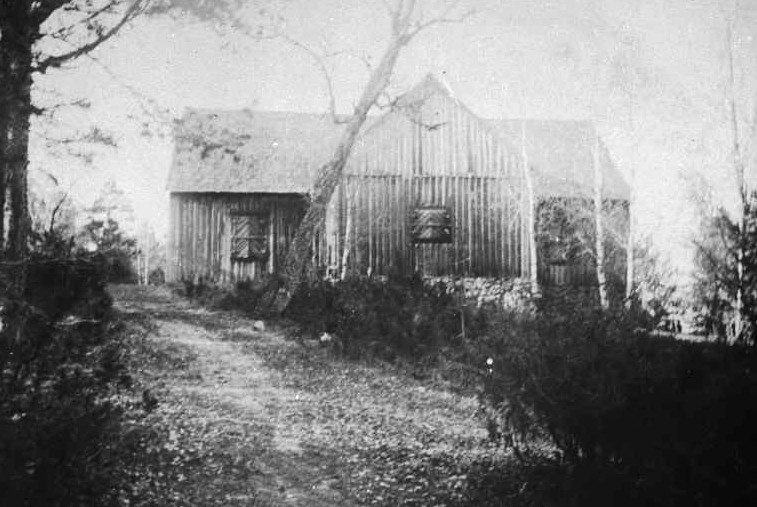
Nackas gamla kapell 1894, uppfört 1697 vid Nackaån. Här samlades de åtalade dagen efter konventikeln.

Sicklamålet var ett religionsmål under 1720-talet i Stockholm, som ledde till att Konventikelplakatet infördes. Bakgrunden var att ett sällskap pietister höll ett par andligt upprymda sammankomster i "privat regi" på ett värdshus i nuvarande Nacka kommun. Sången och lovprisningen till Gud blev så högljudd, att folk utanför huset samlades och undrade vad som pågick. De hade aldrig hört sådant förut, utan var vana vid kyrkogudstjänsternas tunga och stilla psalmer.
Sällskapet blev anmält, och efter en utdragen rättegång, där de fortsatt frimodigt förkunnade sin tro, blev de slutligen frikända.
För att förhindra att sådana händelser skulle upprepas och för att över huvud taget stoppa spridningen av pietismen, såg det ortodoxa lutherska prästerskapet till att det infördes en ny lag som förbjöd enskilda andliga "konventiklar". Vilket i sin tur ledde till att den pietistiska rörelsen radikaliserades och många bland dem trotsade förbudet och höll konventiklar. Och så blev det nya rättegångar, och i vissa fall landsförvisningar eller hårda fängelsestraff.
Nordisk Familjebok skrev: "Följden blev en kyrkofientlig, separatistisk vändning och en hastigt framväxande radikal pietism, förut representerad blott av Ulstadius och Schaefer samt Lundastudenterna Leopold och Stendahl."
Konventikeln i Sickla utreddes av en kunglig kommission som höll 40 sammanträden, och resulterade i 900 sidor protokoll och handlingar. Förhandlingarna pågick från 1723 till 1725, och ordförande var dåvarande presidenten, sedermera riksrådet Gustaf Bonde.
Den 12 januari 1726 meddelades den frikännande domen mot deltagarna i Sickla-konventikeln. Samma dag utfärdades Konventikelplakatet, som i 130 år skulle komma att kriminalisera alla gudstjänster utanför Statskyrkan, i ett försök att hindra varje försök till frikyrkorörelse.